# Fritz Kahn
Fritz Kahn, né le 29 septembre 1888 à Halle-sur-Saale et mort le 14 janvier 1968 à Locarno, est un médecin juif allemand, auteur d'ouvrages de vulgarisation scientifique et précurseur des infographies avec des illustrations didactiques.

## Biographie
Il est né à Halle-sur-Saale en province de Saxe ; ses parents sont Arthur Kahn (de), médecin, et Hedwig née Schmuhl. Son père émigre aux États-Unis peu après sa naissance, élisant domicile à Hoboken dans le New Jersey. Aux alentours de 1893, après y avoir installé son cabinet, il fait venir sa femme et son fils, qui y commence sa scolarité. Plus tard, la famille déménage à Manhattan mais sa mère retourne en Allemagne en 1895, avec Arthur et les deux autres enfants nés sur place. Ils restent un temps à Hambourg puis de nouveau à Halle avant de s'installer à Bonn. Ils emménagent finalement à Berlin en 1905 où Fritz passa son Abitur au Sophiengymnasium. Il est aussi employé comme instructeur dans des classes d'ouvriers.
Kahn étudie la médecine à l'Université de Berlin en 1907, dont il passe le diplôme d'état en 1912-1913. Bien qu'il se soit concentré sur la microbiologie, il étudie divers sujets scientifiques et philosophiques, travaillant avec un institut de météorologie, et écrit de nombreux articles dans le magazine populaire de science Kosmos. De 1914 à 1922, il officie comme chirurgien, gynécologue et aide-obstétricien dans une clinique.
Durant la Première Guerre mondiale, il sert comme médecin, affecté en Alsace, dans les Vosges puis en Italie du Nord. En 1918, il est réformé, exténué par la sous-nutrition et le surmenage. Des fermiers italiens s'occupent de lui. Après l'Armistice, il part en Algérie pour sa convalescence.
Il reprend sa pratique médicale à Berlin et se marie en 1920 avec Irma Glogau. L'année suivante, il voyage en Palestine où il achète un terrain sur le Mont Carmel et à Jérusalem. En 1922, il ouvre son propre cabinet comme gynécologue. Sa notoriété d'auteur croît et son œuvre réimprimée de multiples fois est traduite dans plusieurs langues. Il est actif dans l'assistance juive aux personnes âgées et fonde une loge humaniste. En 1926, il est conseiller de  l'organisme de santé juive à l'exposition GeSoLei à Düsseldorf, en santé, sécurité sociale et exercice. Il est aussi un des organisateurs de l'exposition de Berlin sur la nutrition. Vers 1930, il participe à des expéditions géologiques en Palestine et au-delà du cercle polaire. En 1932, après avoir souffert d'une pneumonie pendant un mois, il voyage dans le Sahara pour étudier le désert.
En 1933, le boycott provoqué par la propagande antisémite l'oblige à fermer son cabinet et ses livres sont brûlés en place publique. Il émigre avec sa famille en Palestine, s'installant à Haïfa, puis à Jérusalem. Il écrit des articles pour la presse et en 1934 monte à Jérusalem l'exposition sur L'hygiène de l'écolier.
Il divorce et se remarie en 1937 avec Erna Schnabel, chanteuse et professeure de musique, cousine du pianiste Artur Schnabel. Le couple part s'installer à Paris.
Fin 1938 et tout exemplaire de son livre sur la sexualité, Unser Geschlechtsleben, est détruit par la police. Ses illustrations sont pourtant utilisées dans les écrits de Gerhard Venzmer (de), un auteur médical ouvertement nazi.
Après le déclenchement de la Seconde Guerre mondiale, il fuit à Bordeaux. En 1940, il est interné comme ressortissant ennemi. Sa femme le fait libérer et le couple fuit vers l'Espagne et le Portugal. Il est l'un des réfugiés juifs aidés par l'agent américain Varian Fry. Début 1941, avec l'aide d'Albert Einstein, le couple émigre aux États-Unis et s'installe à Manhattan.
Après la guerre, Kahn passe de longues périodes en Europe entre 1948 et 1950, dont Ascona, mais ne se sent pas prêt à y habiter de nouveau. Il s'installe de nouveau à New York, et achète une maison sur Atlantic Beach à Long Island.
Sa femme le quitte peu après. Il se met en ménage avec une collègue américano-danoise, Ellen Fussing avec qui il revient finalement en Europe après la guerre. Jusqu'à 1960, ils vivent en Suisse, notamment à Lugano. En 1960, en vacances à Agadir, il survit à un tremblement de terre majeur, sans équipement dans un sarcophage. Après son évacuation au Danemark, le couple part en Zélande-du-Nord et en 1962 emménage à Copenhague.
Kahn part à Ascona à l'automne 1967 pour des raisons de santé. Le 14 janvier 1968, il meurt à la clinique à Locarno.

## Publications et accueil

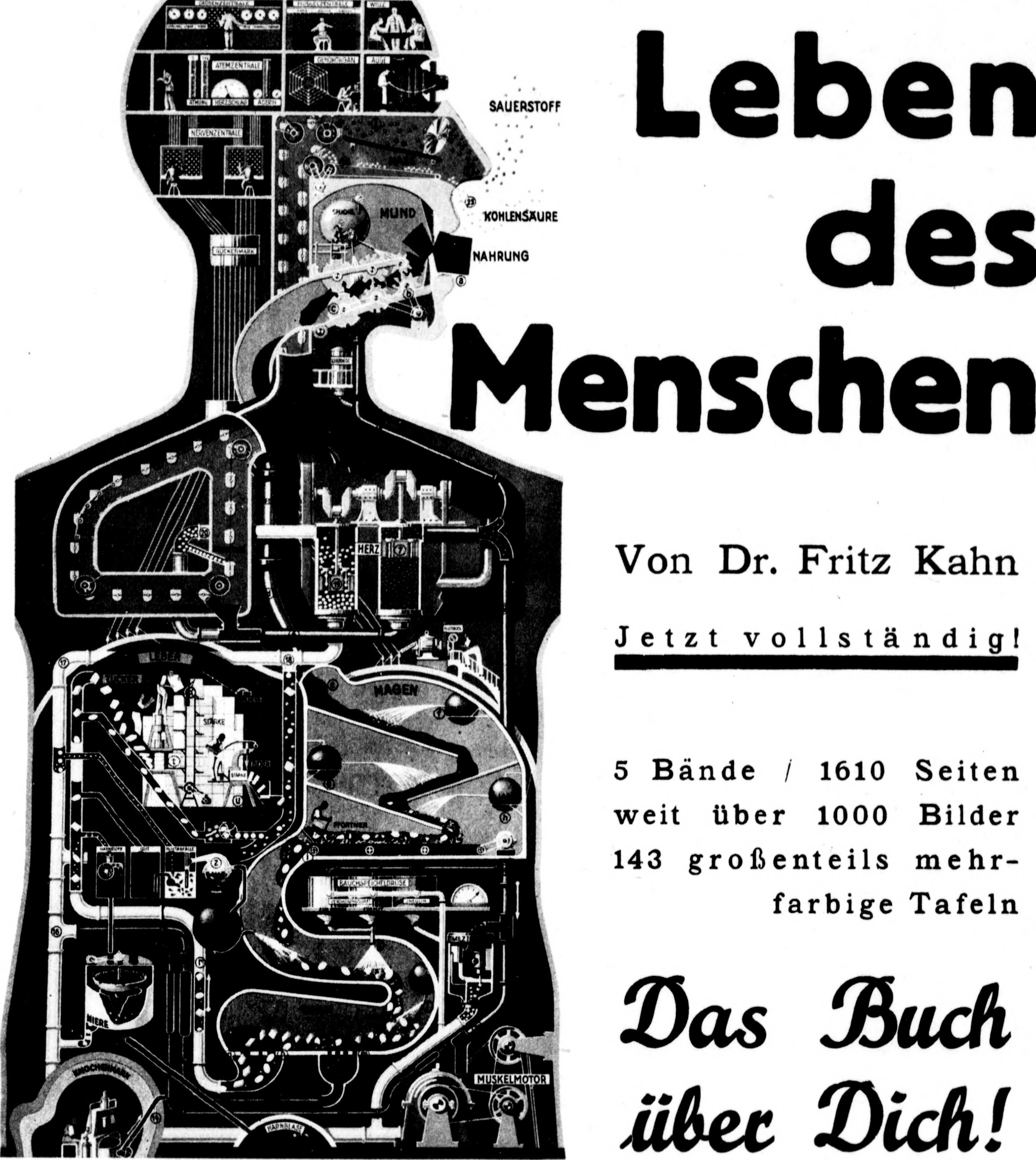
Das Leben des Menschen (La vie de l'Homme), Collection Arthur et Fritz Kahn

Avec des métaphores étonnantes, à la fois verbales et visuelles, Kahn réussit rendre intelligibles des mécanismes et des principes complexes à un public peu instruit. Par exemple, il compare l'oreille à une automobile. Certaines de ses images sont prédictives : par exemple, le médecin du futur « surveille à distance sur des écrans la santé de son patient depuis son bureau à l'aide de divers programmes ». Beaucoup sont simplement « saisissantes parce qu[elles sont] des visualisations radicalement extrêmes » : par exemple, In 70 Jahren isst der Mensch 1400-mal sein Gewicht (en 70 ans, une personne mange 1 400 son poids) - incluant 40 000 cigares.
Certains de ses dessins sont inexacts ; quand un de ses amis lui montra un de ces erreurs, il répondit : « Na ja, falsch ist es schon, aber verständlich! » (Bon, c'est peut-être faux mais c'est compréhensible !).
Ses séries Das Leben des Menschen (La vie des hommes) sont des best-sellers. Il continue à les publier en exil et intègre dans le Who's Who aux États-Unis au milieu des années 1950, mais il est oublié en Allemagne après la mise au ban de ses livres.
Kahn décrit le corps humain comme « la machine la plus efficace du monde », et son travail reflète le niveau technique et culturel de développement de l'Allemagne, pendant la République de Weimar. Lui-même n'était pas habile en dessin, les illustrations sont produites par d'autres sur ses instructions. À Berlin, New York, Copenhague, il a ouvert des studios à cet effet. Ses analogies entre corps humain et machines ont donc été interprétées par des artistes, notamment Herbert Bayer et Eduardo Paolozzi. Ses dessins ont inspiré des travaux récents, comme la bande-annonce du Festival de Sundance en 2007, et la publicité pour le programme musical Vamos Falar sur MTV Brasil. En 2009, le designer Henning Lederer anime Der Mensch als Industriepalast (L'homme comme palais d'industrie), pour son projet de fin d'études, créant un certain engouement sur internet.
En tant que pionnières du travail d'infographie, les illustrations de Kahn se voient mises à l'honneur en 2009 par Uta et Thilo von Debschitz dans leur monographie Fritz Kahn – Man Machine / Maschine Mensch,, et la première exposition de ce travail est tenue en 2010 au Musée de l'histoire de la médecine de Berlin à la Charité.
Des notes et des brouillons pour le livre inachevé de Kahn The Natural History of Palestine sont conservés dans la collection Arthur et Fritz Kahn Collection à l'Institut Leo Baeck de New York (en), Centre d'histoire juive à New York.

### Œuvres
- (de) « Das Versehen der Schwangeren in Volksglaube und Dichtung », Sauerländer, Frankfurt, Université de Berlin,‎ 1912, Dissertation.
- (de) Die Milchstraße, Kosmos, 1914.
- (de) Die Zelle, Kosmos, 1919.
- (de) Die Juden als Rasse und Kulturvolk, Berlin, Welt, 1920.
- (de) Das Leben des Menschen : Eine volkstümliche Anatomie, Biologie, Physiologie und Entwicklungsgeschichte des Menschen, vol. I, Stuttgart, Franckh’sche Verlagshandlung, 1922.
- (de) Das Leben des Menschen : Eine volkstümliche Anatomie, Biologie, Physiologie und Entwicklungsgeschichte des Menschen, vol. II, Stuttgart, Franckh’sche Verlagshandlung, 1924.
- (de) Das Leben des Menschen : Eine volkstümliche Anatomie, Biologie, Physiologie und Entwicklungsgeschichte des Menschen, vol. III, Stuttgart, Franckh’sche Verlagshandlung, 1926.
- (de) Das Leben des Menschen : Eine volkstümliche Anatomie, Biologie, Physiologie und Entwicklungsgeschichte des Menschen, vol. IV, Stuttgart, Franckh’sche Verlagshandlung, 1929.
- (de) Das Leben des Menschen : Eine volkstümliche Anatomie, Biologie, Physiologie und Entwicklungsgeschichte des Menschen, vol. V, Stuttgart, Franckh’sche Verlagshandlung, 1931.
- (de) Unser Geschlechtsleben : ein Führer und Berater für jedermann, Rüschlikon (Zürich), Albert Müller, 1937.
- (de) Der Mensch gesund und krank, t. 2, Zürich et Leipzig, Albert Müller, 1939.
- (de) Der Mensch, Bau und Funktionen unseres Körpers', Rüschlikon (Zürich), Albert Müller, 1940.
- (en) First Aid – Popular, New York, Krause, 1942.
- (en) Man in Structure and Function  (trad. George Rosen), vol. I, New York, George Rosen (Knopf), 1943.
- (en) Man in Structure and Function  (trad. George Rosen), vol. II, New York, George Rosen (Knopf), 1943[11].
- (de) Das Atom – endlich verständlich, t. I & II, Zurich, Albert Müller, 1949.
- (de) Das Buch der Natur, vol. 2, Rüschlikon (Zürich), Albert Müller, 1952.
- (en) Design of the Universe : The Heavens and the Earth, New York, Crown, 1954.
- (de) Die Weltuhr – aus der Geschichte des Erdballs, t. 209, Murnau, Lux, coll. « Lux Lesebogen », 1955.
- (de) Vogelvolk – vom Ur-Vogel bis zum Adler, t. 219, Murnau, Lux, coll. « Lux Lesebogen », 1956.
- (de) Muss Liebe blind sein – Schule des Liebes- und Eheglücks, Rüschlikon (Zürich), Albert Müller, 1957.
- (de) Sternenrätsel – von der Arbeit des Astronomen, t. 237, Murnau, Lux, coll. « Lux Lesebogen », 1957.
- (de) Die neun Planeten – Kinder der Sonne, t. 247, Murnau, Lux, coll. « Lux Lesebogen », 1957.
- (de) Kräfte der Natur – Winde, Wolken, Wüsten, t. 252, Murnau, Lux, coll. « Lux Lesebogen », 1958.
- (en) The Human Body, New York, Random House, 1965.